# Modelletto

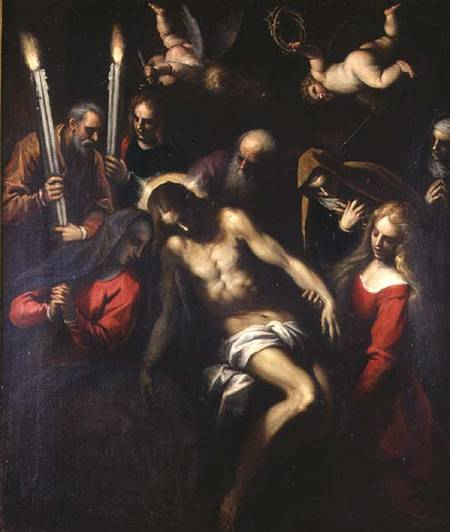
Jacopo Palma der Jüngere: Modelletto für ein Altarstück der Kathedrale von Reggio Emilia, um 1612

Das Modelletto (it. modelletto, Verkleinerungsform von modello „Modell“) ist die kleinere Ausführung eines Gemäldes, aber noch keine Vorab-Ausführung im Sinne einer fertigen Skizze. Modelletti wurden potenziellen Auftraggebern vor der definitiven Auftragsvergabe als Arbeitsbeispiel zur Entscheidung vorgelegt, sie waren oft so meisterhaft, dass sie als richtige Kunstwerke gelten können. Ein Bozzetto ist die entsprechende kleine Version für Statuen.